# Raduga KSR-5
KSR-5 (ryska: КСР-5, NATO-rapporteringsnamn: AS-6 Kingfish) var en sovjetisk kryssningsrobot utvecklad för bombflygplanet Tupolev Tu-16. Roboten är en nedskalad variant av Raduga Ch-22 anpassad för att kunna bäras av äldre bombflygplan med sämre lastförmåga. Kombinationen KSR-5 och Tu-16 kallades K-26 (Komplex 26).

## Utveckling
Utvecklingen initierades av ett dekret från ministerrådet 11 augusti 1962 där det beslutades att Designbyrån Raduga, som höll på att utveckla roboten Ch-22 Burja, att också konstruera en lättare version av roboten för att kunna ersätta KSR-2 (AS-5 Kelt) som huvudbeväpning på bombplanet Tu-16 (Badger).
Ch-22 vägde nästan 6 ton medan en fulltankad Tu-16 bara kunde ta 3–4 ton last. Man var alltså tvungen att minska robotens vikt med 35% för att en Tu-16 skulle kunna lyfta med den, samtidigt som så många komponenter som möjligt skulle vara gemensamma. Detta löstes genom att KSR-5 fick en mindre raketmotor, mindre sprängladdning och hälften så mycket bränsle (480 kg trietylamin och 1530 kg oxidationsmedel). Flygkroppen behöll samma diameter för att kunna använda samma målsökare, men den kunde göras 1,6 meter kortare.
Roboten använde samma bränsleblandning som Ch-22, vilket också ledde till samma problem. I likhet med Ch-22 tankades därför robotarna ytterst sällan i fredstid. Otankade väger robotarna ungefär hälften så mycket vilket är skälet till att Tu-16 ibland har setts bära två robotar, en under varje vinge.

## Versioner
- KSR-5 – Sjömålsrobot med radarmålsökare, hög höjd.
- KSR-5N – Sjömålsrobot med radarmålsökare, låg höjd.
- KSR-5M – KSR-5 med förbättrad radarmålsökare.
- KSR-5NM – KSR-5N med förbättrad radarmålsökare.
- KSR-5MV – KSR-5M med inbyggd tröghetsnavigering.
- KSR-5P – Anti-radarrobot.
- KSR-5NM – Målrobot, låg höjd.
- KSR-5MB – Målrobot, hög höjd.